# الأدوار التأهيلية في دوري أبطال إفريقيا 2012
تقدم هذه الصفحة ملخصات من مباريات الأدوار التأهيلية لدور المجموعات من مسابقة دوري أبطال أفريقيا 2012.
تم إصدار الجدول الكامل للمسابقة في أكتوبر 2011، وقد عقدت قرعة جميع الأدوار في القاهرة يوم 9 ديسمبر 2011.
تم حسم فائزي المواجهات عن طريق مبارتين، حيث تستخدم الأهداف في كلا المبارتين لتحديد الفائز. إذا كان الفريقين متعادلين بالنتيجة الاجمالية بعد المواجهة الثانبة بينهما، سيتم تطبيق قانون الأهداف خارج القواعد، وإذا لا زال التعادل هو سيد الموقف، سيلجأ الفريقين مباشرة إلى ركلات الترجيح (لا يتم لعب وقت إضافي).

## الدور التمهيدي
هذا الدور كان مرحلة خروج مغلوب بين 38 فريق لم يحصلوا على اعفاء من خوض هذه الدور.
المواجهات الأولى: 17–19 فبراير؛ المواجهات الثانية: 2–4 مارس.
| أسفا ينينغا | 0 – 0 | أولمبي الشلف |
| ----------- | ----- | ------------ |
|             | تقرير |              |

| أولمبي الشلف                                    | 1 – 4 | أسفا ينينغا     |
| ----------------------------------------------- | ----- | --------------- |
| محمد سوقار 4'، 90'، 90+4' · عبد النور حديوش 73' | تقرير | يوسف واتارا 45' |

فاز أولمبي الشلف 4–1 بالإجمالي وتأهل إلى الدور الأول.
| فيتا كلوب                                                              | 0 – 5 | أتلتيكو أولمبيك |
| ---------------------------------------------------------------------- | ----- | --------------- |
| إيتيكياما 19' · رونغومبي 41' · ماغولا 44'، 78' · ندييسيني 66' (بالخطأ) | تقرير |                 |

| أتلتيكو أولمبيك                                                        | 1 – 4 | فيتا كلوب          |
| ---------------------------------------------------------------------- | ----- | ------------------ |
| كريستوفي ندايشيميي 13'، 62' · فيير كويزيرا 36' · هينري مبازوموتيما 64' | تقرير | تادي إيتيكياما 35' |

ملاحظة: تأجلت المباراتين لاتفاق بين فيتا كلوب وأتلتيكو أولمبيك.
فاز فيتا كلوب 6–4 بالإجمالي وتأهل إلى الدور الأول.
| الدبلوماسيون     | 0 – 1 | ليس أستريس |
| ---------------- | ----- | ---------- |
| تيرينس بيمال 68' | تقرير |            |

| ليس أستريس                                           | 1 – 2 | الدبلوماسيون   |
| ---------------------------------------------------- | ----- | -------------- |
| كريستيان هيومي كابونغ 16' · أوغوستين دوروي تاوغا 46' | تقرير | موسى ليمان 44' |

النتيجة الاجمالية 2–2. فاز الدبلوماسيون بقانون الأهداف خارج القواعد وتأهل إلى الدور الأول.
| يانغ أفريكانس  | 1 – 1 | الزمالك      |
| -------------- | ----- | ------------ |
| هاميس كيزا 36' | تقرير | عمرو زكي 74' |

| الزمالك  | 0 – 1 | يانغ أفريكانس |
| -------- | ----- | ------------- |
| ميدو 31' | تقرير |               |

فاز الزمالك 2–1 بالإجمالي وتأهل إلى الدور الأول.
| ميسيل                                            | 2 – 3 | أفريكا سبورتس                        |
| ------------------------------------------------ | ----- | ------------------------------------ |
| غوسي غوسي 3'، 34' (ركل.) · سيدريك مفي مينتسا 35' | تقرير | ستيفان إياني 2' · كوناتي دييموكو 21' |

| أفريكا سبورتس                        | 0 – 2 | ميسيل |
| ------------------------------------ | ----- | ----- |
| سيرغي كواكو 24' · تييموكو كوناتي 79' | تقرير |       |

فاز أفريكا سبورتس 4–3 بالإجمالي وتأهل إلى الدور الأول.
| بورتس أوثوريتي | 0 – 0 | هورويا |
| -------------- | ----- | ------ |
|                | تقرير |        |

| هورويا           | 0 – 1 | بورتس أوثوريتي |
| ---------------- | ----- | -------------- |
| أبراهام سيلا 70' | تقرير |                |

فاز هورويا 1–0 بالإجمالي وتأهل إلى الدور الأول.
| فولا إيديفيس | 0 – 0 | شبيبة بجاية |
| ------------ | ----- | ----------- |
|              | تقرير |             |

| شبيبة بجاية                               | 1 – 3 | فولا إيديفيس           |
| ----------------------------------------- | ----- | ---------------------- |
| إيرنست يليمو 22'، 68' · رفيق بولعينسر 35' | تقرير | عبد العزيز أبو بكر 80' |

فاز شبيبة بجاية 3–1 بالإجمالي وتأهل إلى الدور الأول.
| أفاد دجيكانو    | 0 – 1 | ديابل نوار |
| --------------- | ----- | ---------- |
| بوبلاي ألين 72' | تقرير |            |

| ديابل نوار | 1 – 0 | أفاد دجيكانو          |
| ---------- | ----- | --------------------- |
|            | تقرير | شيخ أحمد موكورو 90+2' |

ملاحظة: تاجلت المواجهة الثانية بسبب التفجيرات في برازافيل.
فاز أفاد دجيكانو 2–0 بالإجمالي وتأهل إلى الدور الأول.
| توسكر | 0 – 0 | الجيش |
| ----- | ----- | ----- |
|       | تقرير |       |

| الجيش         | 0 – 1 | توسكر |
| ------------- | ----- | ----- |
| فاتي بابي 52' | تقرير |       |

فاز الجيش 1–0 بالإجمالي وتأهل إلى الدور الأول.
| كوان نورد      | 0 – 1 | البن الإثيوبي |
| -------------- | ----- | ------------- |
| محمود محمد 30' | تقرير |               |

| البن الإثيوبي                                                  | 1 – 4 | كوان نورد         |
| -------------------------------------------------------------- | ----- | ----------------- |
| ميدهان تاديسي 28'، 88' · دانييل ديريبي 75' · تافيسي تيسفاي 80' | تقرير | نازاكالي عيسى 44' |

فاز البن الإثيوبي 4–2 بالإجمالي وتأهل إلى الدور الأول.
| أس جي إن إن | 0 – 0 | تونير |
| ----------- | ----- | ----- |
|             | تقرير |       |

| تونير         | 0 – 1 | أس جي إن إن |
| ------------- | ----- | ----------- |
| محمد أودو 41' | تقرير |             |

فاز تونير 1–0 بالإجمالي وتأهل إلى الدور الأول.
| أورلاندو بايرتس     | 3 – 1 | ريكرياتيفو دو ليبولو              |
| ------------------- | ----- | --------------------------------- |
| روي ماهاموتسا 90+3' | تقرير | راسكا 12'، 16' · هينري كامارا 62' |

| ريكرياتيفو دو ليبولو | 1 – 1 | أورلاندو بايرتس |
| -------------------- | ----- | --------------- |
| راسكا 34'            | تقرير | أنديل جالي 45'  |

فاز ريكرياتيفو دو ليبولو 4–2 بالإجمالي وتأهل إلى الدور الأول.
| يو أر إي                                                 | 0 – 3 | خدمات ليسوتو التصحيحية |
| -------------------------------------------------------- | ----- | ---------------------- |
| مانكو كاويسا 12' · سولا باغالا 55' · أوغوستين نسومبا 61' | تقرير |                        |

| خدمات ليسوتو التصحيحية | 0 – 0 | يو أر إي |
| ---------------------- | ----- | -------- |
|                        | تقرير |          |

فاز يو أر إي 3–0 بالإجمالي وتأهل إلى الدور الأول.
| مافونزو | 2 – 0 | موكولمانا مابوتو |
| ------- | ----- | ---------------- |
|         | تقرير | مواندرو 8'، 14'  |

| موكولمانا مابوتو                | 0 – 3 | مافونزو |
| ------------------------------- | ----- | ------- |
| تيلينهو 1'، 37' · ريغينالدو 62' | تقرير |         |

ملاحظة: تأجلت المواجهة الثانية بسبب التعارض مع مواعيد الدوري الموزمبيقي.
فاز موكولمانا مابوتو 5–0 بالإجمالي وتأهل إلى الدور الأول.
| بريكاما يونايتد | 1 – 0 | واكام            |
| --------------- | ----- | ---------------- |
|                 | تقرير | نغاغني ديالو 61' |

| واكام | 1 – 0 | بريكاما يونايتد   |
| ----- | ----- | ----------------- |
|       | تقرير | فوداي تراوالي 70' |

النتيجة الاجمالية 1–1. فاز بريكاما يونايتد بركلات الترجيح وتأهل إلى الدور الأول.
| ديبورتيفو إيلا نغيما | 3 – 0 | دولفينز                                                       |
| -------------------- | ----- | ------------------------------------------------------------- |
|                      | تقرير | إيمانويل نواتشي 16' · تشيدي أوسوتشوكوو 26' · إفياني إغويم 51' |

| دولفينز                                                      | 0 – 3 | ديبورتيفو إيلا نغيما |
| ------------------------------------------------------------ | ----- | -------------------- |
| إيسياكا أولاوال 2' · إفياني إغويم 20' · تشيدي أوسوتشوكوو 72' | تقرير |                      |

فاز دولفينز 6–0 بالإجمالي وتأهل إلى الدور الأول.
| ليسكر | 2 – 0 | بيريكوم تشيلسي                     |
| ----- | ----- | ---------------------------------- |
|       | تقرير | إيريك أغييمان 57' · برينس أركو 79' |

| بيريكوم تشيلسي                              | 0 – 3 | ليسكر |
| ------------------------------------------- | ----- | ----- |
| جوردان أوبوكو 44' · إيمانويل كلوتي 63'، 66' | تقرير |       |

فاز بيريكوم تشيلسي 5–0 بالإجمالي وتأهل إلى الدور الأول.
| غرين مامبا                         | 4 – 2 | بلاتينوم                                                    |
| ---------------------------------- | ----- | ----------------------------------------------------------- |
| ويلي ماسيكو 60' · مكيبو مدلولي 89' | تقرير | دونالد نغوما 9'، 27' · ألان غاهادزيوكا 29' · ساديكي علي 84' |

| بلاتينوم                                                       | 0 – 4 | غرين مامبا |
| -------------------------------------------------------------- | ----- | ---------- |
| جويل نغودزو 7' · تشارلز سيباندا 29'، 45' · آلين غاهادزيكوا 37' | تقرير |            |

فاز بلاتينوم 8–2 بالإجمالي وتأهل إلى الدور الأول.
| جابان أكشلز             | 5 – 1 | باور ديناموز                                                       |
| ----------------------- | ----- | ------------------------------------------------------------------ |
| ريندرا راكوتوندرابي 75' | تقرير | مولينغا موكوكا 9'، 62' · سيمون بواليا 68' · فيليكس نياندي 74'، 87' |

| باور ديناموز                                                 | 0 – 3 | جابان أكشلز |
| ------------------------------------------------------------ | ----- | ----------- |
| غوفيندا سيموالا 11' · كينيدي موديندا 20' · فيليكس نياندي 30' | تقرير |             |

فاز باور ديناموز 8–1 بالإجمالي وتأهل إلى الدور الأول.

## الدور الأول
هذا الدور كان مرحلة خروج مغلوب بين 32 فريق؛ 19 فريق تأهلوا من الدور التمهيدي، و13 فريق تلقوا الإعفاء إلى هذه الدور.
المواجهات الأولى: 23–25 مارس؛ المواجهات الثانية: 6–8 أبريل.
| أولمبي الشلف | 0 – 0 | فيتا كلوب |
| ------------ | ----- | --------- |
|              | تقرير |           |

| فيتا كلوب                                         | 3 – 2 | أولمبي الشلف                          |
| ------------------------------------------------- | ----- | ------------------------------------- |
| إيفس ماغولا 54' (ركل.) · إيمانويل نغوديكاما 90+4' | تقرير | كريم علي حاجي 1'، 44' · حسين عشيو 85' |

فاز أولمبي الشلف 3–2 بالإجمالي وتأهل إلى الدور الثاني.
| الدبلوماسيون | 3 – 0 | الهلال                                                  |
| ------------ | ----- | ------------------------------------------------------- |
|              | تقرير | مدثر الطاهر 15' · إدوارد سادومبا 54' · بكري المدينة 68' |

| الهلال                                                                          | 1 – 5 | الدبلوماسيون               |
| ------------------------------------------------------------------------------- | ----- | -------------------------- |
| مدثر الطاهر 18'، 40' · إدوارد سادومبا 48'، 65' (ركل.) · سيف الدين علي مساوي 67' | تقرير | عمر محمد بخيت 90' (بالخطأ) |

فاز الهلال 8–1 بالإجمالي وتأهل إلى الدور الثاني.
| الزمالك            | 0 – 1 | أفريكا سبورتس |
| ------------------ | ----- | ------------- |
| رزاق أوموتويوسي 2' | تقرير |               |

| أفريكا سبورتس                      | 1 – 2 | الزمالك      |
| ---------------------------------- | ----- | ------------ |
| سومايلا بيليم 57' · كوفي أوليي 68' | تقرير | عمرو زكي 82' |

النتيجة الاجمالية 2–2. فاز الزمالك بقانون الأهداف خارج القواعد وتأهل إلى الدور الثاني.
| هورويا          | 1 – 1 | المغرب الفاسي |
| --------------- | ----- | ------------- |
| إسياغا سيلا 36' | تقرير | حمزة حجي 2'   |

| المغرب الفاسي                                 | 0 – 3 | هورويا |
| --------------------------------------------- | ----- | ------ |
| حمزة أبو رزوق 24'، 71' · عبد الهادي حلحول 29' | تقرير |        |

فاز المغرب الفاسي  4–1 بالإجمالي وتأهل إلى الدور الثاني.
| شبيبة بجاية    | 2 – 1 | أفاد دجيكانو                     |
| -------------- | ----- | -------------------------------- |
| أحمد قاسمي 55' | تقرير | ماثيو كادجو 5' · بوبلاي ألين 43' |

| أفاد دجيكانو                               | 0 – 3 | شبيبة بجاية |
| ------------------------------------------ | ----- | ----------- |
| كواكو أمورو 15' (ركل.)، 60' · شيخ أحمد 75' | تقرير |             |

فاز أفاد دجيكانو 5–1 بالإجمالي وتأهل إلى الدور الثاني.
| الجيش | 0 – 0 | النجم الساحلي |
| ----- | ----- | ------------- |
|       | تقرير |               |

| النجم الساحلي                             | 2 – 3 | الجيش                            |
| ----------------------------------------- | ----- | -------------------------------- |
| لسعد الجزيري 9'، 90+8' · حامد النموشي 89' | تقرير | دان واغالوكا 39' · بابي فاتي 81' |

فاز النجم الساحلي 3–2 بالإجمالي وتأهل إلى الدور الثاني.
| البن الإثيوبي | 0 – 0 | الأهلي |
| ------------- | ----- | ------ |
|               | تقرير |        |

| الأهلي                                           | 0 – 3 | البن الإثيوبي |
| ------------------------------------------------ | ----- | ------------- |
| فابيو جونيور 8' · محمد أبو تريكة 61' (ركل.)، 77' | تقرير |               |

فاز الأهلي  3–0 بالإجمالي وتأهل إلى الدور الثاني.
| تونير | 0 – 0 | الملعب المالي |
| ----- | ----- | ------------- |
|       | تقرير |               |

| الملعب المالي                                                                        | 2 – 5 | تونير                            |
| ------------------------------------------------------------------------------------ | ----- | -------------------------------- |
| عمر كيدا 10'، 34' · محمد كوماري 26' · موسى كوليبالي 77' (ركل.) · عبد الله سيسوكو 85' | تقرير | روموالد كيكي 24' · محمد أودو 51' |

ملاحظة: تم تأجيل المواجهة الأولى بسبب اغلاق المطار في باماكو بعد الأزمة المالية ما منع ستاد مالي من السفر. المواجهة الثانية أيضاً تأجلت.
فاز الملعب المالي  5–2 بالإجمالي وتأهل إلى الدور الثاني.
| ريكرياتيفو دو ليبولو                                                 | 1 – 4 | سانشاين ستارز  |
| -------------------------------------------------------------------- | ----- | -------------- |
| راسكا 33' · أداوا موكانغا 79' · داريو دي سوسا 81' · تشيكو كابوتو 90' | تقرير | إيزو إزوكا 59' |

| سانشاين ستارز                                                       | 0 – 3 | ريكرياتيفو دو ليبولو |
| ------------------------------------------------------------------- | ----- | -------------------- |
| إيزو أزوكا 20' · غودفري أوبوابونا 30' (ركل.) · ديلي أولورونداري 80' | تقرير |                      |

النتيجة الاجمالية 4–4. فاز سانشاين ستارز بقانون الأهداف خارج القواعد وتأهل إلى الدور الثاني.
| يو أر إي | 2 – 0 | دجوليبا                               |
| -------- | ----- | ------------------------------------- |
|          | تقرير | أليو باغايوكو 16' · مامادو سيديبي 25' |

| دجوليبا | انسحاب | يو أر إي |
| ------- | ------ | -------- |
|         |        |          |

تأهل دجوليبا إلى الدور الثاني بعد ما منحه الكاف نتيجة مباراة الإياب، بما أن يو أر إي لم يسافر إلى مالي بسبب الأزمة المالية.
| موكولمانا مابوتو          | 2 – 2 | ديناموز                    |
| ------------------------- | ----- | -------------------------- |
| تيلينهو 45' · مواندرو 80' | تقرير | تاكيسوري تشينياما 21'، 52' |

| ديناموز               | 0 – 1 | موكولمانا مابوتو |
| --------------------- | ----- | ---------------- |
| تاكيسوري تشينياما 17' | تقرير |                  |

فاز ديناموز 3–2 بالإجمالي وتأهل إلى الدور الثاني.
| بريكاما يونايتد | 1 – 1 | الترجي الرياضي |
| --------------- | ----- | -------------- |
| موسى بوجانغ 12' | تقرير | وجدي بوعزي 4'  |

| الترجي الرياضي                                        | 1 – 3 | بريكاما يونايتد |
| ----------------------------------------------------- | ----- | --------------- |
| وجدي بوعزي 40' · يوسف المساكني 45' · كريم العواضي 72' | تقرير | سايكو ساوو 25'  |

فاز الترجي الرياضي 3–1 بالإجمالي وتأهل إلى الدور الثاني.
| دولفينز                           | 1 – 2 | كوتون سبورت   |
| --------------------------------- | ----- | ------------- |
| إيفياني إغويم 2' · أووسو أداي 87' | تقرير | جاك هامان 19' |

| كوتون سبورت   | 0 – 1 | دولفينز |
| ------------- | ----- | ------- |
| جاك هامان 21' | تقرير |         |

النتيجة الاجمالية 2–2. فاز كوتون سبورت بقانون الأهداف خارج القواعد وتأهل إلى الدور الثاني.
| بيريكوم تشيلسي                                                                 | 0 – 5 | الرجاء الرياضي |
| ------------------------------------------------------------------------------ | ----- | -------------- |
| سولومون أسانتي 34' · إيمانويل كلوتي 53'، 62' (ركل.)، 88' · عبد الباسط محمد 66' | تقرير |                |

| الرجاء الرياضي                                        | 0 – 3 | بيريكوم تشيلسي |
| ----------------------------------------------------- | ----- | -------------- |
| محمد أولحاج 50' · حسن الطير 70' · ياسين الصالحي 90+2' | تقرير |                |

فاز بيريكوم تشيلسي 5–3 بالإجمالي وتأهل إلى الدور الثاني.
| بلاتينوم                               | 2 – 2 | المريخ                            |
| -------------------------------------- | ----- | --------------------------------- |
| ميتشيل كاتسفايرو 31' · جويل نغودزو 51' | تقرير | سعيد مصطفى 36' · مايك موتيابا 80' |

| المريخ                                               | 0 – 3 | بلاتينوم |
| ---------------------------------------------------- | ----- | -------- |
| كيليتشي أوسونوا 11'، 43' · جوناس ساكوواها 19' (ركل.) | تقرير |          |

فاز المريخ 5–2 بالإجمالي وتأهل إلى الدور الثاني.
| باور ديناموز       | 1 – 1 | تي. بي. مازيمبي   |
| ------------------ | ----- | ----------------- |
| كابوي كاموزاتي 80' | تقرير | مبوانا ساماتا 16' |

| تي. بي. مازيمبي                                                                 | 0 – 6 | باور ديناموز |
| ------------------------------------------------------------------------------- | ----- | ------------ |
| رينفورد كالابا 9' · تريسور مبوتو 21'، 66' (ركل.)، 72' · غيفن سينغولوما 42'، 44' | تقرير |              |

فاز تي. بي. مازيمبي 7–1 بالإجمالي وتأهل إلى الدور الثاني.

## الدور الثاني
هذا الدور كان مرحلة خروج مغلوب من 16 فريق تأهلوا من الدور الأول؛ حيث تأهل الفائزون إلى دور المجموعات، في حين انتقل الخاسرون إلى الدور الفاصل بكأس الاتحاد الأفريقي.
المواجهات الأولى: 27–29 أبريل؛ المواجهات الثانية: 11–13 مايو.
| الهلال          | 1 – 1 | أولمبي الشلف      |
| --------------- | ----- | ----------------- |
| مدثر الطاهر 10' | تقرير | كريم علي حاجي 56' |

| أولمبي الشلف      | 1 – 1 | الهلال              |
| ----------------- | ----- | ------------------- |
| كريم علي حاجي 81' | تقرير | علاء الدين يوسف 33' |

النتيجة الاجمالية 2–2. فاز أولمبي الشلف بركلات الترجيح وتأهل إلى دور المجموعات. الهلال تأهل إلى الدور الفاصل من كأس الاتحاد الأفريقي.
| المغرب الفاسي | 2 – 0 | الزمالك                      |
| ------------- | ----- | ---------------------------- |
|               | تقرير | أحمد حسن 78' · أحمد جعفر 89' |

| الزمالك                         | 0 – 2 | المغرب الفاسي |
| ------------------------------- | ----- | ------------- |
| إبراهيم صلاح 2' · حازم إمام 48' | تقرير |               |

فاز الزمالك 4–0 بالإجمالي وتأهل إلى دور المجموعات. المغرب الفاسي تأهل إلى الدور الفاصل من كأس الاتحاد الأفريقي.
| النجم الساحلي                                                                 | 1 – 4 | أفاد دجيكانو            |
| ----------------------------------------------------------------------------- | ----- | ----------------------- |
| لمجد الشهودي 29' · لسعد الجزيري 55' (ركل.) · مصعب ساسي 85' · حاتم البجاوي 90' | تقرير | كراهيري يانيك زاكري 61' |

| أفاد دجيكانو           | 0 – 1 | النجم الساحلي |
| ---------------------- | ----- | ------------- |
| كونان سيرغي كواديو 59' | تقرير |               |

فاز النجم الساحلي 4–2 بالإجمالي وتأهل إلى دور المجموعات. أفاد دجيكانو تأهل إلى الدور الفاصل من كأس الاتحاد الأفريقي.
| الملعب المالي     | 0 – 1 | الأهلي |
| ----------------- | ----- | ------ |
| لامين دياوارا 29' | تقرير |        |

| الأهلي                              | 1 – 3 | الملعب المالي |
| ----------------------------------- | ----- | ------------- |
| محمد أبو تريكة 54'، 82' (ركل.)، 88' | تقرير | عمر كيدا 17'  |

فاز الأهلي 3–2 بالإجمالي وتأهل إلى دور المجموعات. الملعب المالي تأهل إلى الدور الفاصل من كأس الاتحاد الأفريقي.
| دجوليبا           | 1 – 1 | سانشاين ستارز |
| ----------------- | ----- | ------------- |
| بورحمة سيديبي 71' | تقرير | إيزو إزوكا 1' |

| سانشاين ستارز  | 0 – 1 | دجوليبا |
| -------------- | ----- | ------- |
| إيزو إزوكا 40' | تقرير |         |

فاز سانشاين ستارز 2–1 بالإجمالي وتأهل إلى دور المجموعات. دجوليبا تأهل إلى الدور الفاصل من كأس الاتحاد الأفريقي.
| الترجي الرياضي                                                                                        | 0 – 6 | ديناموز |
| --- | ----- | ------- |
| وليد الهيشري 8' · كريم العواضي 14' · يوسف المساكني 38'، 90+3' · يانيك ندجينغ 77' · إيهاب المساكني 84' | تقرير |         |

| ديناموز           | 1 – 1 | الترجي الرياضي   |
| ----------------- | ----- | ---------------- |
| دينفر موكامبا 83' | تقرير | خالد العياري 48' |

فاز الترجي الرياضي 7–1 بالإجمالي وتأهل إلى دور المجموعات. ديناموز تأهل إلى الدور الفاصل من كأس الاتحاد الأفريقي.
| بيريكوم تشيلسي | 0 – 0 | كوتون سبورت |
| -------------- | ----- | ----------- |
|                | تقرير |             |

| كوتون سبورت          | 2 – 1 | بيريكوم تشيلسي                             |
| -------------------- | ----- | ------------------------------------------ |
| جاك هامان 83' (ركل.) | تقرير | محمد عبد الباسط 30' · إيمانويل كلوتي 90+1' |

فاز بيريكوم تشيلسي 2–1 بالإجمالي وتأهل إلى دور المجموعات. كوتون سبورت تأهل إلى الدور الفاصل من كأس الاتحاد الأفريقي.
| تي. بي. مازيمبي                      | 0 – 2 | المريخ |
| ------------------------------------ | ----- | ------ |
| مبوانا ساماتا 22' · تريسور مبوتو 70' | تقرير |        |

| المريخ              | 1 – 1 | تي. بي. مازيمبي   |
| ------------------- | ----- | ----------------- |
| كيليتشي أوسونوا 75' | تقرير | ناثان سينكالا 56' |

فاز تي. بي. مازيمبي 3–1 بالإجمالي وتأهل إلى دور المجموعات. المريخ تأهل إلى الدور الفاصل من كأس الاتحاد الأفريقي.